# Auggen
Auggen är en kommun och ort i Landkreis Breisgau-Hochschwarzwald i regionen Südlicher Oberrhein i Regierungsbezirk Freiburg i förbundslandet Baden-Württemberg i Tyskland.
Kommunen ingår i kommunalförbundet Müllheim-Badenweiler tillsammans med städerna Müllheim och Sulzburg samt kommunerna Badenweiler och Buggingen.